# Gwiazda Sanduleaka
Gwiazda Sanduleaka (LMC Anonymous) – odkryta w 1977 przez Nicka Sanduleaka gwiazda położona w Wielkim Obłoku Magellana.
Gwiazda została odkryta i opisana przez Nicka Sanduleaka w 1977 jako kandydat na gwiazdę symbiotyczną. Pomimo kilku osobliwych właściwości jej widma optycznego była przedmiotem nielicznych badań naukowych i została szybko „zapomniana”.
W 2011 gwiazda została zbadana ponownie, tym razem przy użyciu dużych 6,5-metrowych Teleskopów Magellana, co pozwoliło na odkrycie, że jest to gwiazda podwójna składająca się z czerwonego olbrzyma i białego karła. Orbitujący swojego czerwonego kompana biały karzeł ściąga na swoją powierzchnię materię z jego zewnętrznych warstw. Co pewien czas z akreowanego materiału tworzy się niezwykle długi i szybki dżet strzelający w kosmos wzdłuż osi rotacji gwiazdy. Długość dżetu wynosi do 400 milionów kilometrów, a szybkość podróżującej w nim materii wynosi 5 milionów kilometrów na godzinę (1500 km/s).